# Peio Goikoetxea
Goikoetxea  Goiogana est un nom espagnol. Le premier nom de famille, en général paternel, est Goikoetxea ; le second, en général maternel, souvent omis, est Goiogana.
Peio Goikoetxea Goiogana (né le 14 février 1992 à Ermua) est un coureur cycliste espagnol, professionnel de 2016 à 2023.

## Biographie
Lors de l'été 2015, les dirigeants de l'équipe colombienne Manzana Postobón, à la recherche d'un bon coureur contre-la-montre, le font passer professionnel en 2016. Cependant, à la mi-saison 2016, il retourne chez les amateurs, dans l'équipe Ampo-Goierriko TB.
En 2017, il devient champion du Pays basque sur route. Il est contacté par Mikel Landa qui, en août de la même saison, a repris la Fundación Euskadi pour empêcher sa disparition. Il est recruté pour la saison 2018, pour encadrer les jeunes coureurs.
À la mi-avril 2018, il commence à se sentir mal dans des courses telles que le Tour du Finistère et le Tro Bro Leon. En août, il annonce son retrait du cyclisme car il est dans l'obligation de se faire enlever le rein gauche en raison d'une sténose (rétrécissement d'une artère). Finalement, il peut reprendre la compétition en 2019 avec la Fundación Euskadi. 

## Palmarès sur route

### Par année
- 2009
  - 3e du championnat de Biscaye sur route juniors[3]
- 2010[3]
  - Champion de Biscaye du contre-la-montre juniors
  - 2e du championnat de Biscaye sur route juniors
- 2013
  - 2e du Grand Prix Kutxabank
  - 2e du championnat du Pays basque sur route espoirs[3]
- 2014
  - 4e étape du Tour du Portugal de l'Avenir
  - 3e du Trofeo Santiago en Cos
  - 3e du Xanisteban Saria
- 2015
  - Gran Premio Caparroso
  - 2eb (contre-la-montre) et 3e étapes du Tour de Lleida
  - 5e étape du Tour de León
  - 3e du Zumaiako Saria
- 2016
  - 1re étape du Tour de Galice (contre-la-montre par équipes)
- 2017
  - Champion du Pays basque sur route (Premio Nuestra Señora de Oro)
  - 4e étape du Tour de Lleida
  - 2e étape du Tour de Ségovie
  - 2e de la Lazkaoko Proba
  - 2e du championnat d'Espagne du contre-la-montre amateurs

### Classements mondiaux
| Année                                 | 2014 | 2015 | 2016  |
| ------------------------------------- | ---- | ---- | ----- |
| Classement mondial                    |      |      | 2542e |
| UCI Europe Tour                       | 844e | nc   | 1700e |
|                                       |      |      |       |
| Légende : nc = non classéSource : UCI |      |      |       |

## Palmarès en cyclo-cross
- 2007-2008[3]
  - 2e du championnat du Pays basque de cyclo-cross cadets
  - 2e de la Coupe d'Espagne cadets
- 2009-2010
  - 2e du championnat d'Espagne de cyclo-cross juniors